# Физическая антропология
Физи́ческая или биологи́ческая антрополо́гия (греч. ἀνθρωπολογία, от ἄνθρωπος — человек) — биологическая наука, изучающая эволюцию человека, биологическое разнообразие человечества во времени и в пространстве, процессы роста и развития организма человека.
Разнообразие культур и вариантов общественного устройства составляют предмет смежных дисциплин — культурной и социальной антропологии.
Во Франции и России, как и во многих странах в прошлом, под «антропологией» могут понимать именно физическую антропологию.

## Разделы
Физическая антропология неразрывно связана с другими биологическими науками и вместе с тем тесным образом соприкасается с науками общественными.
Включает в себя разные направления по изучению:
- антропогенеза: исследование ископаемых форм человека (палеоантропология); биология и поведение приматов, этология человека;
- популяционной и типологической изменчивости вида Homo sapiens: популяционная антропология, расоведение; этническая антропология.
- популяционной структуры, в том числе генетического состава, морфологических и демографических особенности;
- динамики морфологических и физиологических процессов роста и развития организма человека, факторов, влияющих на процессы старения и роста организма (возрастная антропология, секулярный тренд, ускоренное развитие);
- классификации индивидов по морфофункциональным признакам (конституциональная антропология).
- адаптации людей к разного рода искусственным и природным средам (антропологическая экология). Влияние окружающей среды и развития общества на биологические особенности древних людей (палеоэкология человека). Реконструкция образа жизни населения прошлого по биологическим материалам с мест раскопок (биоархеология);

Также выделяют прикладной раздел: использование методов и результатов физической антропологии для решения социально-практических целей, в том числе антропологическая стандартизация, медицинская, судебная и спортивная антропология, эргономика, реконструкция лица по черепу и др.
В современной физической антропологии помимо антропометрии (остеометрии для костных останков), одонтологии или дерматоглифики, исследующих морфологию человека, также активно используются методы физиологии, биохимии, иммунологии (серология), популяционной и молекулярной генетики. При анализе применяют и биометрические методы.

## История
Ещё античные врачи Гиппократ и Гален изучали строение и разнообразие форм человеческого тела. Аристотель и Гален обратили внимание на сходство человека и обезьян. Анаксимандр высказал идею естественного происхождения человека от животных предков.
В XVIII—XIX веках физическая антропология появилась в общем комплексе наук о человеке. К. Линней впервые выделил вид Homo sapiens в составе приматов. И. Ф. Блуменбах провёл первое масштабное изучение разных краниологических серий. Ж.-Л. Леклерк уделил два тома своей «Естественной истории» человеку и его расам. Ж.-Б. Ламарк представил взгляды о происхождении человека от человекообразной обезьяны, затем аргументированные в симиальной теории Ч. Дарвином.
В этот период знания о народах за пределами Европы во многом оставались неверными и ограниченными. А к середине XIX века фиксируются первые попытки подвести научное обоснование под расовую идеологию. Утверждалось о фундаментальных различиях между группами людей — расами, в том числе по происхождению и по умственным способностям. Расы объявляли вечными и неизменными, строили расовую иерархию. Некоторые авторы пытались связать психические качества людей и величину головного указателя: «длинноголовых» считать более умственно развитыми. В конце XIX века расовая доктрина имела поддержку в науке и использовалась политиками для обоснования дискриминации, социального неравенства, колониализма, запрета смешанных браков и т. д. В зависимости от политических задач подбирались подходящие аргументы. Крупнейшая и сильнейшая немецкая антропологическая школа была запятнана антисемитизмом, крайним расизмом, «расовой гигиеной» и научным расизмом.
В виде самостоятельной науки существует с середины XIX века. В 1859 году П. Брока создал Антропологическое общество, что способствовало развитию новой науки в разных странах. Антропологические общества вскоре возникают в Великобритании, России, Италии, США, Германии и Канаде. На международных съездах в Монако (1906) и Женеве (1912) унифицируются методы антропологических исследований. В 1914 году выходит в свет 3-томный «Учебник антропологии» Р. Мартина, обобщающий антропологические знания и методы того времени. К середине XX века стали известны основные этапы антропогенеза, появляются первые информативные конституциональные схемы, биометрический аппарат обработки данных, изучена морфология населения всех регионов планеты.
С середины XX века активно привлекаются данные генетики, этологии, иммунологии и новых общебиологических концепций (теория ароморфоза, синтетическая теория эволюции и т. д.). В США так называемая трансформация («новая физическая антропология»: широкое применение эволюционной теории, научного метода и экспериментальных подходов, снижение интереса к расовым классификациям) связана с именем Ш. Уошберна, в Великобритании — Н. Барникота и Дж. Вайнера. При изучении антропогенеза добавляются молекулярные методы сравнения разных таксонов и определения белковых структур на древнем материале, палеоневрология; делаются новые теоретические обобщения. Исследуются историко-эволюционные аспекты процессов роста и развития организма человека, строятся схемы возрастной периодизации, рассматриваются биохимические и гормональные факторы, отвечающие за особенности телосложения, взаимосвязь морфологических особенностей с физиологическими и психологическими аспектами личности. Изменчивость популяций человека изучается на основе данных по группам крови, белкам, ферментам, уровням различных физиологических показателей, структуре ядерной и митохондриальной ДНК. Развиваются новые направления: прикладная антропология (например, использование данных физической антропологии при разработке одежды), медицинская, спортивная, экологическая антропология и т. д.

### Периодические издания
- «Вопросы антропологии», Москва (1960—1995);
- «Вестник антропологии. Научный альманах», Москва (1996—2013);
- «Вестник антропологии», Москва (c 2014);
- «L’Anthropologie», Paris (с 1890);
- «Journal of the Royal Anthropological Institute», London (c 1871);
- «Zeitschrift für Morphologie und Anthropologie», Stuttgart (c 1899);
- «Przegląd Antropologiczny» («Anthropological Review»), Poznań (c 1926, c 1997 на английском языке)[8];
- «L’Anthropologie», Praque (1923—41);
- «American Journal of Physical Anthropology», Philadelphia (c 1918);
- «Current Anthropology», Chicago (с 1960).